# 道明寺町
道明寺町（どうみょうじちょう）は、大阪府南河内郡にあった町。現在の藤井寺市の東半にあたる。

## 地理
- 河川：大和川、石川

## 歴史
- 1889年（明治22年）4月1日 - 町村制施行により、志紀郡大井村・国府村・道明寺村・船橋村・北條村の区域をもって道明寺村が成立。大字北條に村役場を設置。
- 1890年（明治23年）3月31日 - 志紀郡沢田村と新設合併し、改めて道明寺村が発足。
- 1896年（明治29年）4月1日 - 郡の統廃合により、所属郡が南河内郡に変更。
- 1935年（昭和10年）6月30日 - 集中豪雨により大和川が増水。大井橋が流失[1]。
- 1951年（昭和26年）1月1日 - 町制を施行して道明寺町となる。
- 1959年（昭和34年）4月20日 - 南河内郡藤井寺町と新設合併して藤井寺道明寺町が発足。同日道明寺町廃止。

## 交通

### 鉄道路線
- 近畿日本鉄道
  - 南大阪線：応神御陵前駅 - 土師ノ里駅 - 道明寺駅

### 道路
現在は旧村域に西名阪自動車道の藤井寺インターチェンジが所在するが、当時は未開通。

## 名所・旧跡・観光スポット・祭事・催事
- 宗徳寺
- 道明寺天満宮
- 道明寺
- 眞光寺
- 楯塚古墳、楯塚古墳公園
- 市ノ山古墳
- 大鳥塚古墳
- 唐櫃山古墳
- 古室山古墳
- 高塚山古墳
- 仲ツ山古墳
- 長持山古墳
- 鍋塚古墳